# Cyclosa quavansea
Cyclosa quavansea là một loài nhện trong họ Araneidae.
Loài này thuộc chi Cyclosa. Cyclosa quavansea được Michael J. Roberts miêu tả năm 1983.